# 盧卡斯·保舍克
盧卡斯·保舍克（1992年12月9日—）是一位斯洛伐克足球運動員。在場上的位置是右後衛。他現在效力於斯洛伐克超級足球聯賽球隊巴迪斯拉華施洛雲體育會。他也代表斯洛伐克國家足球隊參賽。